# QuerKlang
QuerKlang ist ein musikpädagogisches Programm, bei dem sich Schülerinnen und Schüler aller Altersklassen und Bildungsstände mit experimenteller Musik auseinandersetzen und eine kollektive Komposition innerhalb des Klassenverbands entwickeln. Die Schülerinnen und Schüler können  die Komposition im Rahmen des Festivals für Zeitgenössische Musik MaerzMusik der Berliner Festspiele uraufführen. Initiiert wurde das Programm 2003 von Kerstin Wiehe, Kulturmanagerin und Publizistin von kultkom und Kulturkontakte e.V. sowie Ursula Brandstätter, Rektorin der Anton-Bruckner-Privatuniversität in Linz und Daniel Ott, Professor an der Universität der Künste Berlin.

## Konzept
Die grundsätzliche Zielsetzung des Programms besteht darin, Schülerinnen und Schüler zu ermutigen, sich eigentätig mit musikalischem Material und dessen Gestaltungsmöglichkeiten zu beschäftigen, dieses als persönliches Ausdrucks- und Gestaltungsmittel zu erfahren, und damit gleichzeitig Neugier, Toleranz und Verständnis gegenüber der Vielfalt zeitgenössischen Musikschaffens zu entwickeln. Nicht der hörend-rezipierende Umgang mit ausgewählten Werken zeitgenössischer Musik steht im Zentrum, sondern der experimentelle, eigenverantwortliche Umgang mit einer Vielfalt von musikalischen Materialien und musikalischen Ideen.
Das Programm arbeitet in Form von bis zu 10 Teams pro Durchlauf, wobei jedes Team aus einem Komponisten, einem Musiklehrer sowie zwei Studierenden der Musikpädagogik (Studiengänge Instrumentalpädagogik und Schulmusik) besteht. Jede Schulklasse wird während der 10 bis 15 Doppelstunden, in denen gemeinsam ge- und erarbeitet wird, von einem der Teams begleitet.
Besonders ist ebendieser Einbezug von Musikstudierenden, die sich auf den Lehrerberuf vorbereiten. Die Durchführung des Programms an Berliner Schulen ist in ein musikpädagogisches Seminar an der Universität der Künste Berlin eingebettet, das der Ausbildung von Lehramtsstudierenden im Fach Musik dient. Studierende haben auf diese Weise die Möglichkeit, das Praxisfeld Schule kennenzulernen; für Musiklehrer wiederum fungiert das Projekt als Fortbildungsangebot; und Komponisten schließlich kommen auf ungewöhnliche Weise mit potenziellen Hörern ihrer Werke in Kontakt. Die experimentelle Pädagogik die für die Erarbeitung experimenteller Kompositionen notwendig ist, ist in der Regel für alle drei Gruppen ein neues Erfahrungsfeld dem sie sich in dem Prozess gemeinsam annähern und damit auseinandersetzen müssen.
Auf diese Weise werden drei normalerweise voneinander unabhängige Arbeitswelten miteinander verknüpft: die Welt der Schule, die Welt der universitären Ausbildung und die Welt der freischaffenden Komponisten. Dass die Verknüpfung dieser verschiedenen Welten nicht immer friktionsfrei abläuft, sondern in der gemeinsamen Arbeit auch Differenzen deutlich werden, ist durchaus im Sinne des Projektes. Denn oft sind es gerade die in Differenzen freiwerdenden Energien und Spannungen, die zur Entwicklung von Neuem führen.
Das Besondere an dem Programm ist, dass jeder Durchlauf und jeder Kompositionsprozess durch die Schülerinnen und Schüler und betreuenden Teams individuell gestaltet wird und sich somit immer wieder aufs Neue erfindet.
Das Programm wird durch ein Erfahrungsteam kontinuierlich evaluiert und bietet gleichzeitig den Schul-Teams einen pädagogischen, künstlerischen und organisatorischen Rahmen für die Arbeit in den Schulen und die Möglichkeit, sich in Reflexionen über gemachte Erfahrungen auszutauschen. Pro Durchgang können bis zu 10 Schulen teilnehmen.
- Gründungsteam: Ursula Brandstätter, Daniel Ott, Kerstin Wiehe
- Erfahrungsteam: Mathias Hinke, Stefan Roszak, Henning Wehmeyer, Kerstin Wiehe u. a.

### Pädagogische Leitideen
- Experimentelle Musik erfordert Experimentelle Didaktik
- Balance zwischen Struktur und Freiheit
- Das Team als zentrale Ressource
- Nutzen der vorhandenen Kompetenzen
- Nutzen der Differenzen
- Lernen in komplexen Situationen
- Zentrale Rolle der Reflexion

### QuerKlang-Nachhall
Viele der Projektteilnehmer wollen auch nach Abschluss eines Durchlaufs weiter in Kontakt bleiben und die entstandenen Konzepte weiterentwickeln. Als Plattform hierfür dient QuerKlang - Nachhall. Ziel ist es, den Austausch zwischen den QuerKlang-Teilnehmern lebendig zu halten. Es soll eine Art Labor für die Vermittlung experimenteller Musik entstehen. Neben der Arbeit in den Schulen wird also auch wieder die Reflexion eine Rolle spielen, wobei nun neue Ideen und Impulse der Teams im Vordergrund stehen sollen.
Auch sollen an den beteiligten Schulen Strukturen geschaffen werden, die den Ansatz von QuerKlang weiter innerschulisch und im schulinternen Curriculum verankern. Hierfür finden im Rahmen von Nachhall Konzerte statt, deren Termine frei gewählt werden können. Sie sollen an Partnerorten der Schulen stattfinden.
Ein Forum ermöglicht den aktiven und ehemaligen Teilnehmerinnen den Erfahrungsaustausch.
Zusätzlich findet auch eine Fortbildungsreihe an der Universität der Künste Berlin statt, die die ehemaligen und aktiven QuerKlang- und QuerKlang-Nachhall-Teilnehmer nutzen können, um ihr musikalisches, pädagogisches und praktisches Wissen im QuerKlang-Kontext zu vertiefen und erweitern.

### Ein fester Platz für das Experimentelle
Nächster Schritt ist die feste Verankerung des Experimentellen Ansatzes in den Schulen. Hier arbeiten bereits einige Schulen an Curricularen Bausteinen, um die Schüler von Anfang an und in allen Klassenstufen mit den Experimentellen Ansätzen arbeiten zu lassen. Hier gehören Lehrercoachings und Fortbildungen ebenso dazu wie die gemeinsame Diskussion und Begleitung von Lehrenden bei der Konzeption und Formulierung. Dieser Ansatz kann mit allen künstlerischen Fächern aber ebenso Fächerübergreifend und in Kernfächern wie Deutsch und Mathe verwendet werden.

### QuerKlang-Transfer
Mit QuerKlang-Transfer ist ein kompaktes Format entwickelt worden, das es ermöglicht, eine Mini-Version von QuerKlang in andere Länder oder Städte zu transportieren. Hierfür werden zwei Module angeboten: als erstes ein kompaktes Einführungsseminar zu den musikalischen, pädagogischen und praktischen Ansätzen von QuerKlang für Lehrer, Studierende und Komponisten und als zweites ein ein- bis zweiwöchiger Workshop mit Schülerinnen und Schülern vor Ort, in dem diese eine eigene Komposition erarbeiten und der Öffentlichkeit präsentieren.

### QuerKlang+
Mit dem Start des Pilotprojekts QuerKlang+ 2023 wurde die 20-jährige Erfahrung des Programms und UNESCO-Modells „QuerKlang – Experimentelles Komponieren in der Schule“ um die künstlerischen Bereiche Musik, Theater und Bildende Kunst erweitert. Erstmals arbeiten Schüler und Lehrer mit Künstlern und Lehramtsstudenten verschiedener künstlerischer Disziplinen zusammen und entwickeln als Teams Kollektivarbeiten, die sie im Rahmen des Festivals MaerzMusik einem breiten Publikum präsentieren.
QuerKlang+ ist ein Pilotprojekt in der Künstlerischen Lehrkräftebildung der UdK Berlin in Zusammenarbeit mit QuerKlang und wird finanziert aus Mitteln der Senatsverwaltung für Wissenschaft, Gesundheit und Pflege.
QuerKlang ist ein Projekt der QuerKlang gUG in Zusammenarbeit mit kultkom – Kerstin Wiehe, Universität der Künste Berlin / klangzeitort und Berliner Festspiele / MaerzMusik – Festival für Zeitfragen. Finanziert aus Mitteln der Senatsverwaltung für Bildung, Jugend und Familie von Berlin.

## Partner und Förderer

### Partner
QuerKlang – Experimentelles Komponieren in der Schule ist ein Kooperationsprojekt der QuerKlang gUG, der Universität der Künste Berlin, Klangzeitort, kultkom - Kerstin Wiehe, Kulturkontakte e.V. und der Berliner Festspiele | MaerzMusk in Zusammenarbeit mit Berliner Schulen und freischaffenden Komponisten.

### Förderer
2003-2004:
Im Rahmen des Wettbewerbes „Kinder zum Olymp“ der Kulturstiftung der Länder wurde das Modellprojekt QuerKlang, das im Jahr 2004 im Rahmen der MaerzMusik | Festival für aktuelle Musik erstmals Schülerkompositionen der Öffentlichkeit vorgestellt hat, mit einem Preis ausgezeichnet.
2006-2009:
Gefördert durch die BHF Bank Stiftung
2009-2011:
Gefördert durch den Berliner Projektfonds Kulturelle Bildung
2011-2015:
Gefördert durch den Europäischen Sozialfonds und Lernort Kultur
2016 - 2018:
Gefördert durch die Universität der Künste Berlin
2019 - heute:
Gefördert durch die Senatsverwaltung für Bildung, Jugend und Familie des Landes Berlin